# سكالسيا محززة
سكالسيا محززة (الاسم العلمي:Scalesia incisa) هي نوع من النباتات تتبع جنس السكالسيا من الفصيلة النجمية.